# Dendera
Dendera (arabă دندرة Dandarah; de asemenea, ortografiat: Denderah, Tentyra) este un mic oraș din Egipt, cel mai celebru pentru Complexul "Dendera". Este situat pe malul de vest al Nilului, la aproximativ 5 km sud de Qena, pe partea opusă a fluviului. 

Dendera
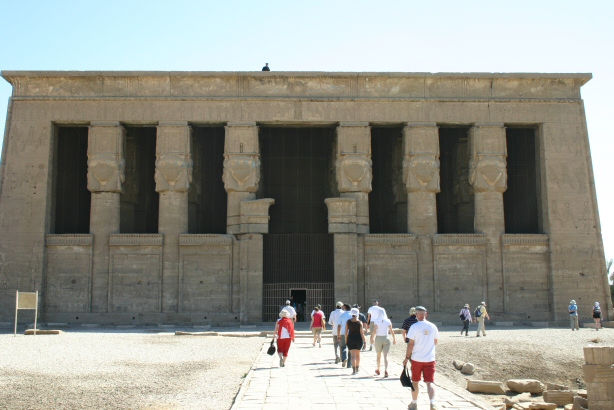
Intrarea în templul lui Hathor
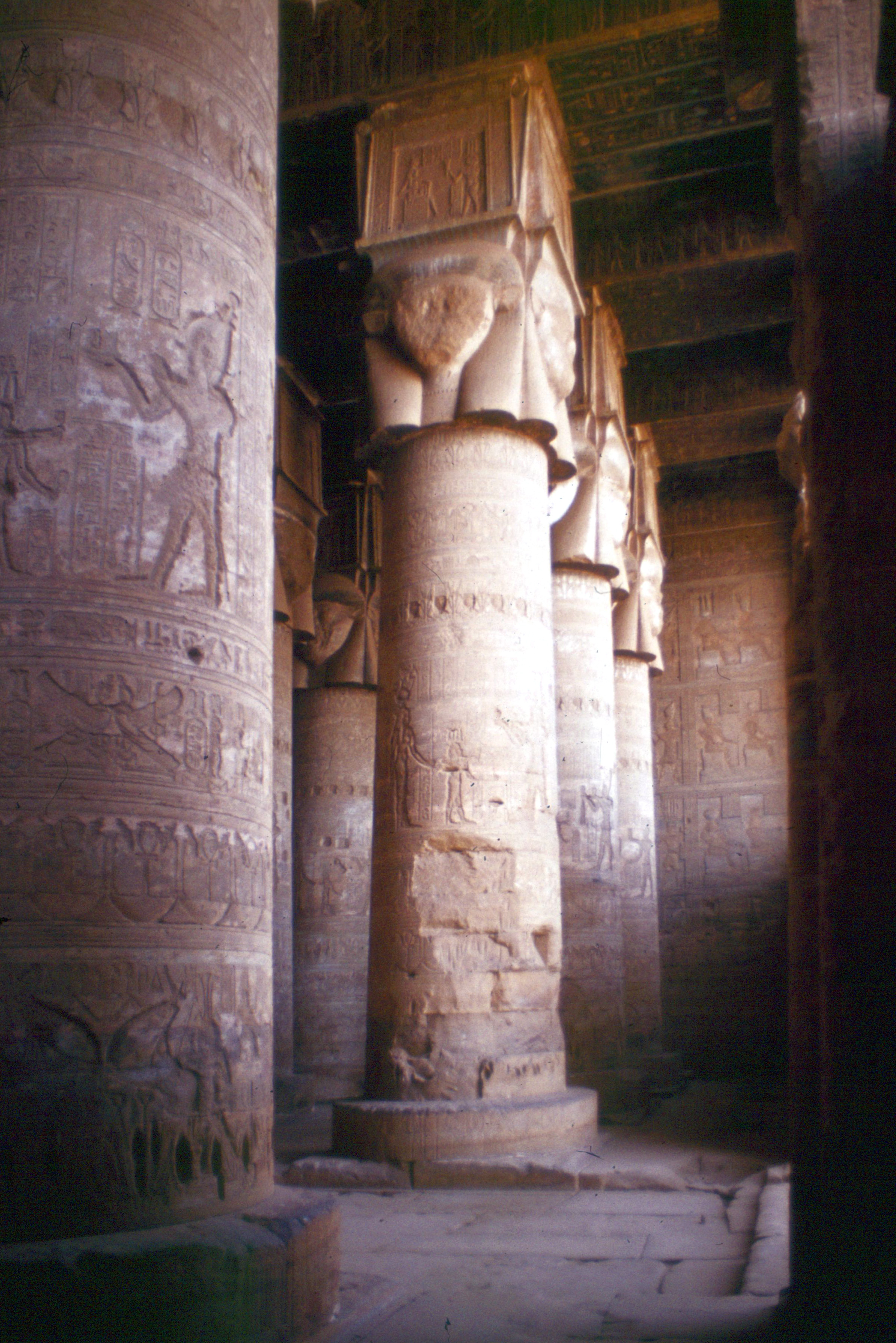
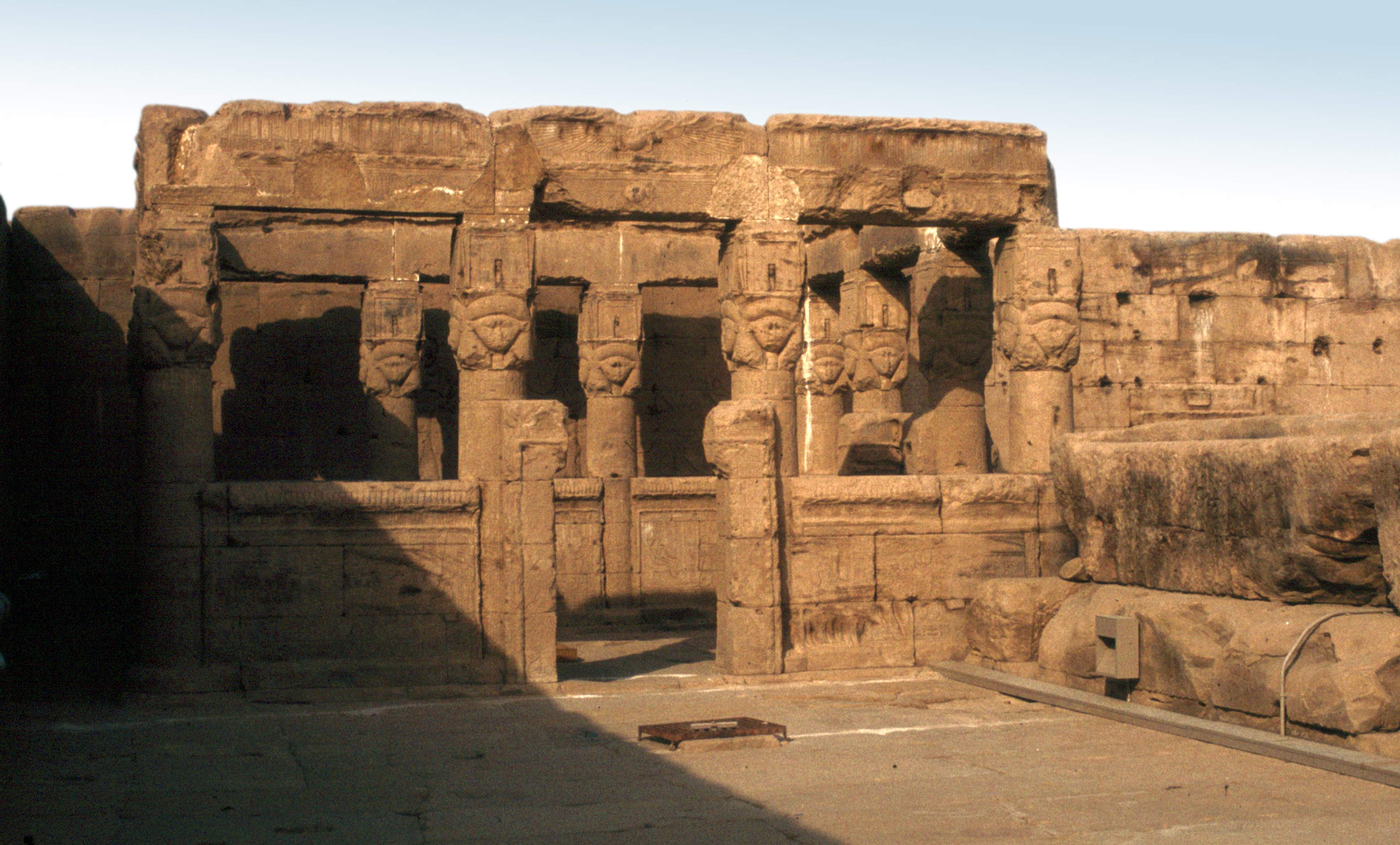
Templu dedicat lui Hathor
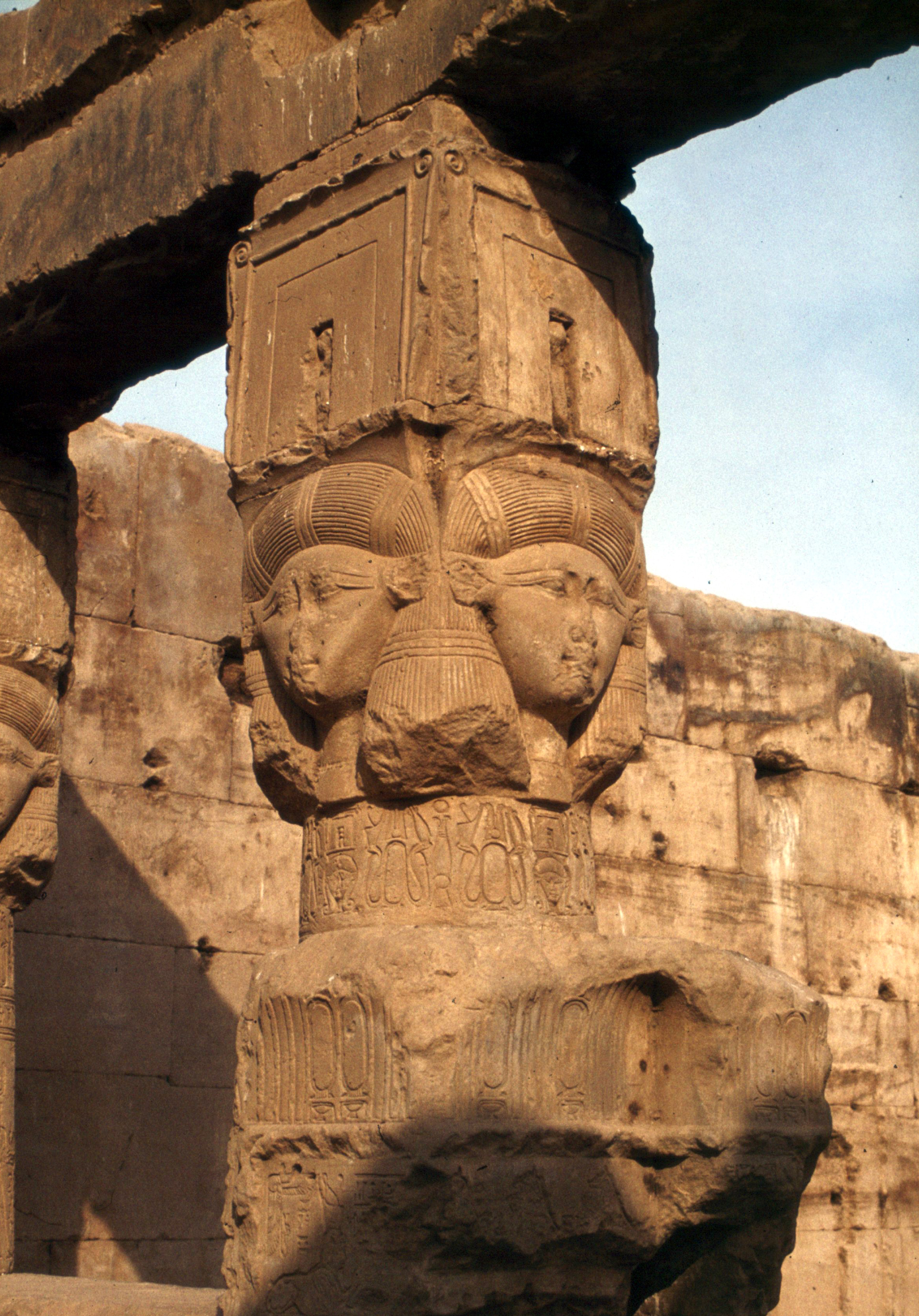
Coloană a templului lui Hathor
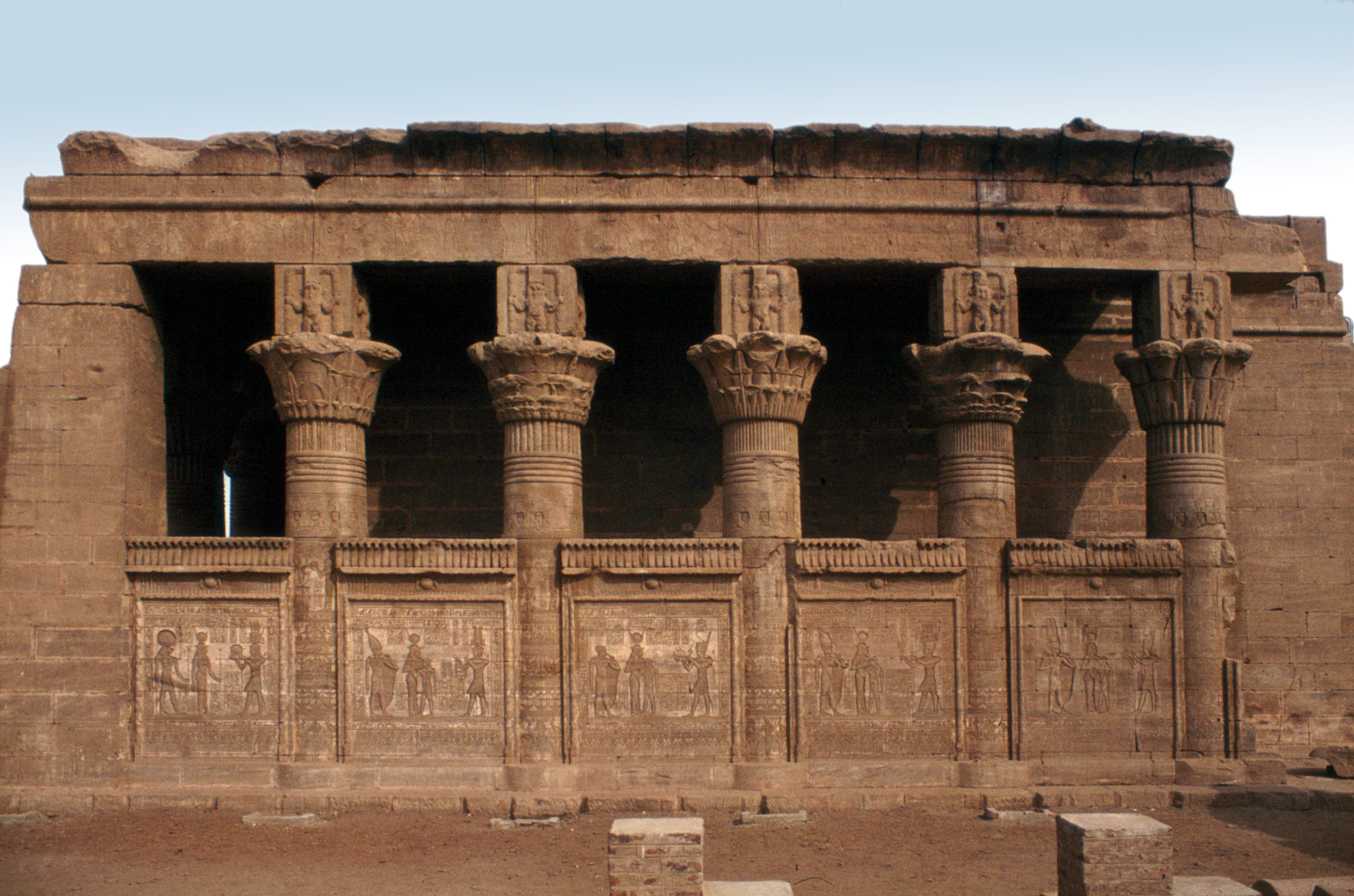
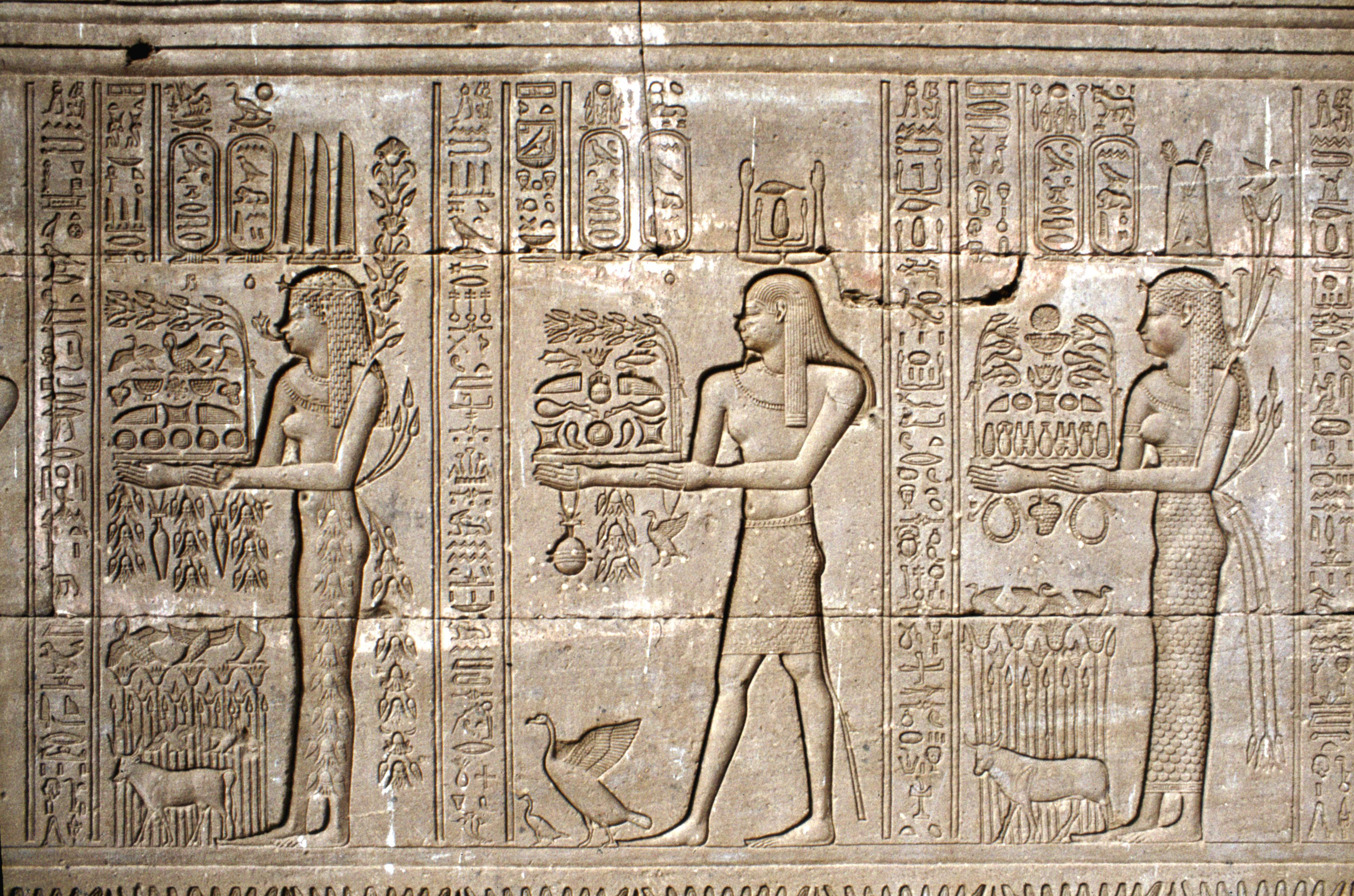
Basorelief arătând 3 femei
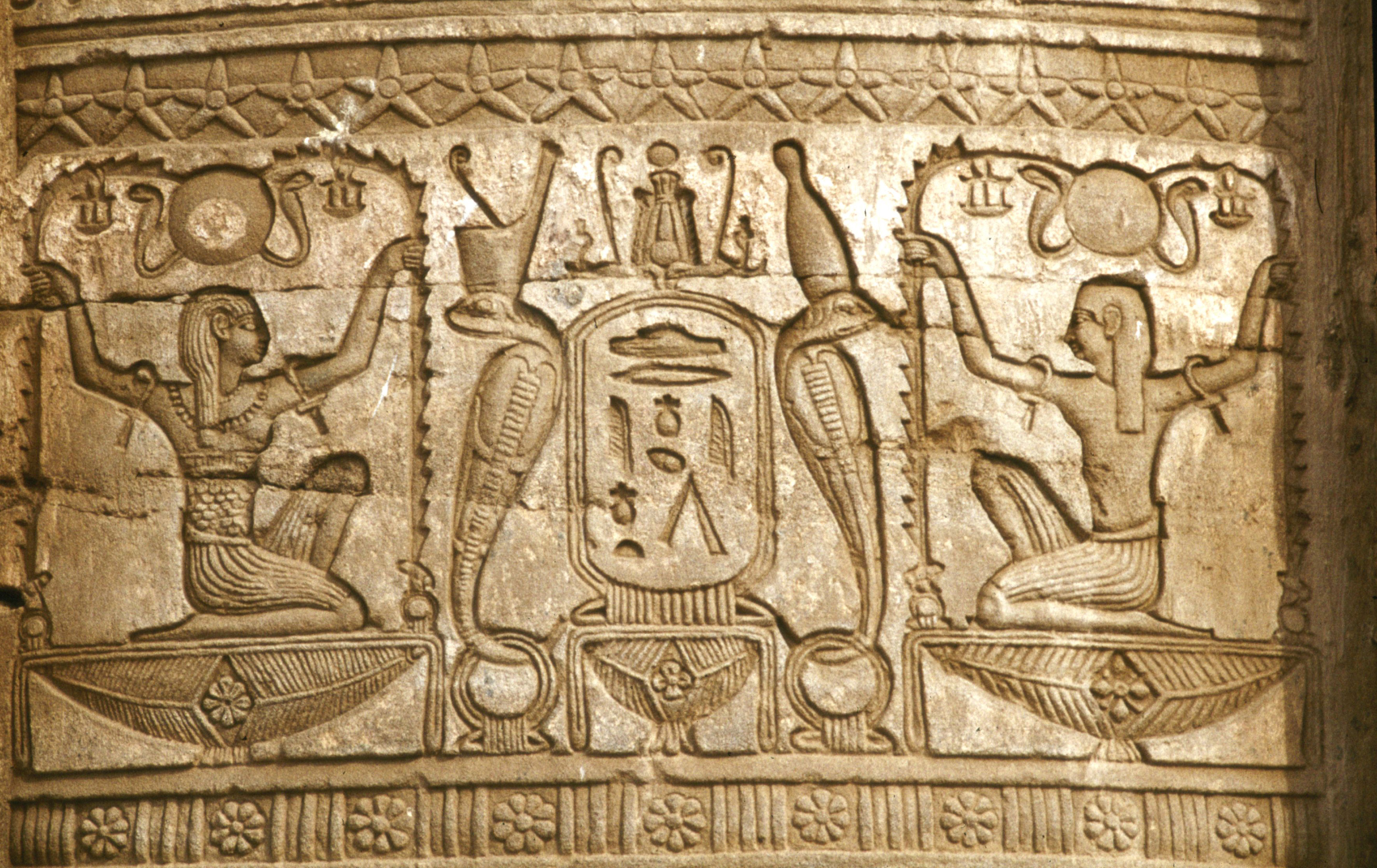
Basorelief arătând lotusul
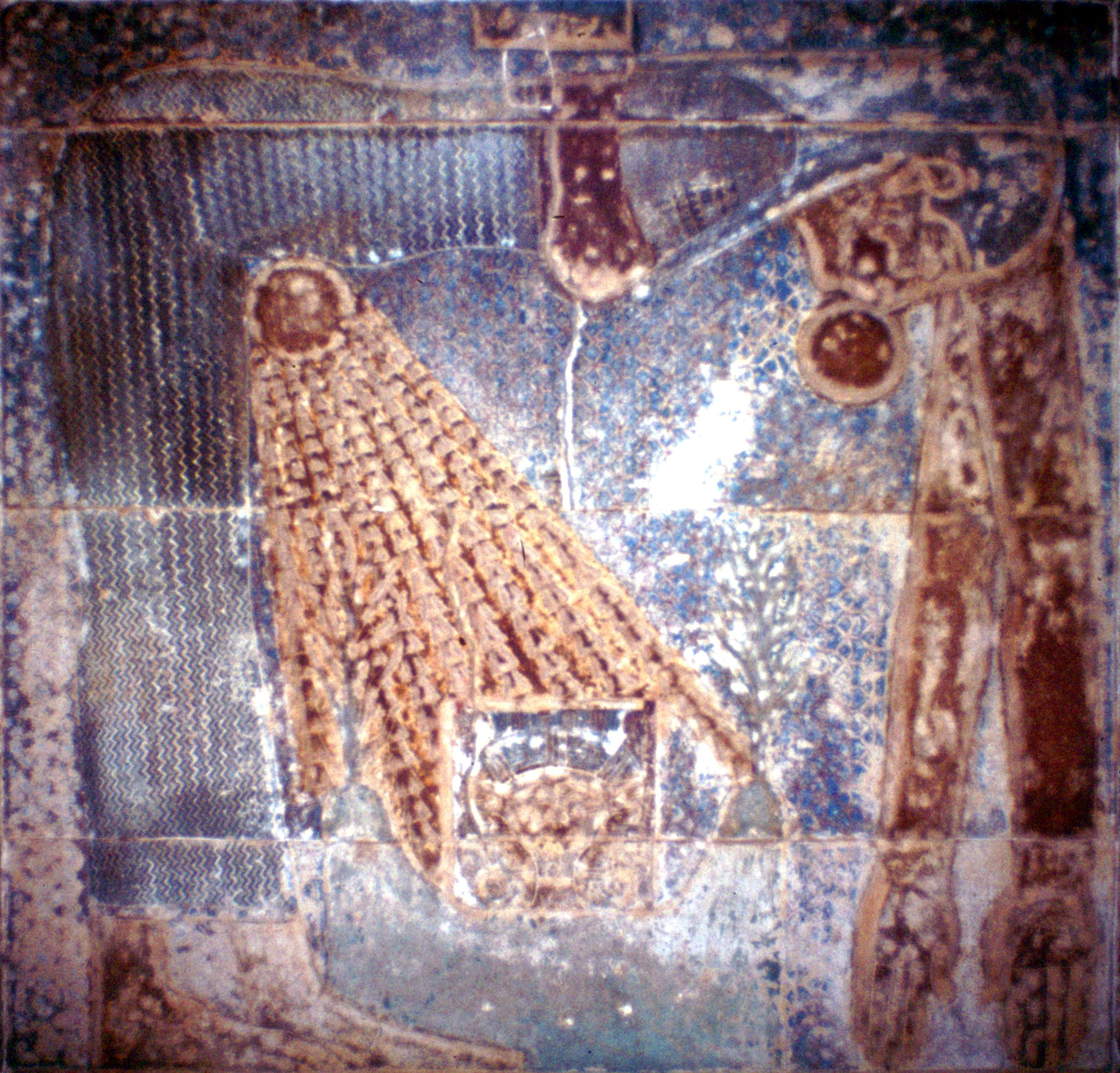
Nut, zeița cerului, dă naștere soarelui